# Arca dei tre martiri
L'Arca dei Tre Martiri è un monumento funebre in bronzo (56x106x39 cm) di Lorenzo Ghiberti, databile al 1427-1428 circa e conservato nel Museo del Bargello a Firenze. 

## Storia
Le reliquie dei santi Proto, Giacinto e Nemesio erano state portate a Firenze verso il 1422 prelevandole dall'abbazia di San Salvatore di Selvamonda (oggi nel comune di Castel Focognano), abbandonata all'inizio del secolo e soppressa quell'anno. Nella portata al catasto del 1427 l'arca si trovava in buono stadio di lavorazione nella bottega di Ghiberti.
La cassa era destinata al Monastero di Santa Maria degli Angeli, l'abbazia camaldolese fiorentina a cui era stato aggregato il monastero del Valdarno. Un resoconto del 1591 ricorda come la cassa si trovasse incassata nel muro della chiesa abbaziale vicino all'altare, sotto un semplice archetto di pietra decorato da pitture. Doveva avere un basamento marmoreo, sulle cui due facce si trovavano iscrizioni riportate integralmente dal Vasari e allusive ai committenti: CLARISSIMI VIRI COSMAS ET LAURENTIUS FRATRES e la data "1428".
In seguito fu spostata sotto la mensa d'altare di una cappella laterale, accessibile da un ambiente antistante la chiesa principale.
Con la soppressione del convento alla fine del Settecento, la cassa venne rubata, fatta a pezzi e venduta al peso del bronzo, ma la Direzione delle Gallerie la intercettò e recuperò in due fasi (1814 e 1821), ricomponendola malamente e, dopo averla restaurata, facendola esporre agli Uffizi. Con l'apertura del Museo Nazionale venne destinata al nascente nucleo di scultura fiorentina del Rinascimento.

## Descrizione e stile
L'arca ha una forma tradizionale, a parallelepipedo, con base e coperchio rastremato. Vari elementi decorativi tratti dall'architettura classica, come le cornici modanate e i dentelli, incorniciano i riquadri con bassorilievi sui quattro lati. Il coperchio è decorato da girali vegetali. La parte tergale è perduta e sostituita con una lastra liscia.
Sulla parte frontale si trovano due angeli in volo che, al pari dei genietti di tanti sarcofagi romani, tengono una ghirlanda circolare (clipeus), in cui si trova un'iscrizione latina: HIC CONDITA SUNT CORPORA SANCTORUM MARTURUM PROTI ET HUACINTHI ET NEMESII. Nelle testate laterali si trova invece una corona di foglie di palma (simbolo del martirio) con all'interno uno scudo piccolo con le palle medicee.  
L'opera è interessante come recupero e rielaborazione del modello classico del sarcofago, con la riproposizione dei temi e della misura classica, anche se interpretati secondo una sensibilità contemporanea, estranea a un meccanico revival "archeologico". 